# Мориц фон Лихтенщайн
Мориц Йозеф Йохан Баптист Виктор фон Лихтенщайн (на немски: Moritz Joseph Johann Baptist Victor Fürst von Liechtenstein; * 21 юли 1775, Виена; † 24 март 1819, Виена) е княз от род Лихтенщайн и австрийски фелдмаршал-лейтенант.

## Живот
Той е четвъртият син на императорския фелдмаршал княз Карл Боромеус фон Лихтенщайн (1730 – 1789) и съпругата му принцеса Мария Елеонора фон Йотинген-Шпилберг (1745 – 1812), херцогиня Лори, дъщеря на кназ Йохан Алойз I фон Йотинген-Шпилберг (1707 – 1780) и херцогиня Терезия Мария Анна фон Холщайн-Зондербург (1713 – 1745). Брат е на Карл Боромеус Йохан Непомук (1765 – 24 декември 1795, в дуел), Йозеф Вензел (1767 – 1842), свещеник в Залцбург, Франц Алойс Криспин (1776 – 1794, убит), и Алоиз Гонзага фон Лихтенщайн (1780 – 1833).
През 1799 г. Мориц наследява от принцеса Мария Габриела фон Шлезвиг-Холщайн-Зондербург-Визенбург (1716 – 1798), вдовицата на княз Карл Фридрих фон Фюрстенберг-Мьоскирх, господствата Фришау и Грос Мезерич в Чехия.
Мориц започва, както баща му, военна кариера и участва в битките. През 1799 г. той е повишен на полковник. На 18 август 1801 г. е награден с „рицарския кръст“ на „Ордена на Мария Терезия“. През 1805 г. е повишен на генерал-майор, през 1809 г. на фелдмаршал-лейтенант.

## Фамилия
Мориц фон Лихтенщайн се жени на 13 април 1806 г. в Кисмартон, Унгария, за принцеса Мария Леополдина Естерхази де Галанта (* 31 януари 1788; † 6 септември 1746), дъщеря на 7. княз Николаус II Естерхази де Галанта (1765 – 1833) и принцеса Мария Йозефа фон Лихтенщайн (1768 – 1845). Те имат децата:
- Николаус (* 6 април 1807; † 8 април 1807
- Мария (* 3 декември 1808, Виена; † 24 май 1871, Виена), омъжена на 9 септември 1826 г. във Виена за княз Фердинанд Йозеф фон Лобковиц (* 13 април 1797; † 18 декември 1868), индустриалец
- Елеонора (* 26 декември 1812, Виена; † 27 юли 1873, Витингау), омъжена на 23 май 1830 г. във Виена за 7. княз Йохан Адолф II фон Шварценберг (* 22 май 1799, Виена; † 15 септември 1888, Фрауенберг)
- Леополдина (* 4 ноември 1815, Виена; † 8 септември 1899, Фришау), омъжена на 6 май 1837 г. във Виена за принц Лудвиг фон Лобковиц (* 30 ноември 1807; † 3 септември 1882), брат на княз Фердинанд Йозеф фон Лобковиц, съпругът на сестра ѝ Мария